# سمير رضوان
سمير رضوان خبير اقتصادى مصري ووزير المالية في حكومة تسيير الأعمال برئاسة عصام شرف بعد الإطاحة بالرئيس محمد حسني مبارك.
شغل رضوان منصب وزير المالية في حكومة تسيير أعمال الفريق أحمد شفيق الأولى من 31 يناير 2011م إلى 21 فبراير 2011م، وحكومة تسيير أعمال الفريق أحمد شفيق الثانية من 22 فبراير 2011م إلى 3 مارس 2011م. باستقالة هذه الوزارة وإعلان الوزارة الجديدة برئاسة الدكتور عصام شرف تم الإبقاء علية كوزير للمالية.
مفكر اقتصادي وأحد أبرز الخبراء الاقتصاديين العرب المتخصصين في مجال التنمية وسياسات التشغيل، وله خبرة طويلة في تقديم المشورة بشأن السياسات، وتصميم برامج البحوث بشأن قضايا التنمية، واستراتيجيات العمالة وسوق العمل، والسياسات الصناعية للتكيف الهيكلي والفقر، وشارك في بعثات استشارية دولية.
الدكتور رضوان خريج كلية الاقتصاد والعلوم السياسية من جامعة القاهرة عام 1963، وماجستير في اقتصاديات البلدان المتخلفة عام 1967 من كلية الدراسات الشرقية والأفريقية في جامعة لندن، ودكتوراة في الاقتصاد، جامعة لندن عام 1973.

## النشأة
ولد سمير رضوان في قرية البريجات - كوم حماده بمحافظة البحيرة

## حياتة
الدكتور سمير رضوان مفكر اقتصادى، أحد أبرز الخبراء الاقتصاديين العرب المتخصصين في مجال التنمية وسياسات التشغيل؛ عمل لمدة 30 عاما في منظمة العمل الدولية كمستشار المدير العام للمنظمة للسياسات التنموية والدول العربية شغل كذلك مناصب متعددة منها: المدير التنفيذى بمنتدى البحوث الاقتصادية للدول العربية وعضو مجلس إدارة الهيئة العامة للاستثمار والمناطق الحرة ومستشار رئيسها، عمل مستشاراً في العديد من المؤسسات المصرية والمنظمات الدولية، منها المركز القومي للتخطيط وبرنامج التشغيل العالمي بلندن، كما قام بالتدريس في مؤسسة الإحصائيات الاقتصادية بجامعة أكسفورد بإنجلترا، ويشرف على تقرير التنافسية المصري السنوي، كان عضو لجنة السياسات بالحزب الوطني المنحل، عضوا معينا بمجلس الشعب المنحل بعد قيام ثورة 25 يناير.